# ヴォッビア
ヴォッビア(イタリア語: Vobbia)は、イタリア共和国リグーリア州ジェノヴァ県にある、人口約400人の基礎自治体（コムーネ）。

## 地理

### 位置・広がり

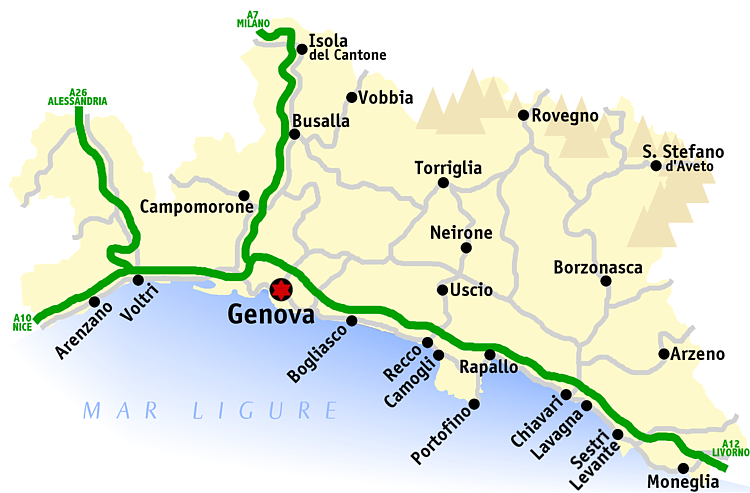
ジェノヴァ県概略図

#### 隣接コムーネ
隣接するコムーネは以下の通り。括弧内のALはアレッサンドリア県所属を示す。
- ブザッラ
- カッレーガ・リーグレ (AL)
- クロチェフィエスキ
- イーゾラ・デル・カントーネ
- モンジャルディーノ・リーグレ (AL)
- ヴァルブレヴェンナ

### 地震分類
イタリアの地震リスク階級 (it) では、3 に分類される
。

## 行政

### 分離集落
ヴォッビアには以下の分離集落（フラツィオーネ）がある。
- Alpe, Arezzo Ligure, Noceto, Salata, Caprieto, Vallenzona